# Rhexothecium
Rhexothecium är ett släkte av svampar. Rhexothecium ingår i familjen Eremomycetaceae, klassen Dothideomycetes, divisionen sporsäcksvampar och riket svampar.
|              | Arthrographis                           |
|              |                                         |
|              | Eremomyces                              |
|              |                                         |
| Rhexothecium | \| \| Rhexothecium globosum \| \| \| \| |
|              | \| \| Rhexothecium globosum \| \| \| \| |
|              | Rhexothecium globosum                   |
|              |                                         |

|  | Rhexothecium globosum |
|  |                       |